# Чудесница (фильм, 1936)
«Чудесница» — кинокомедия режиссёра Александра Медведкина 1936 года.

## Сюжет
Чтобы выиграть переходящее знамя колхозники сельхозартели «Белые Пески» приглашают для ворожбы над коровами колдунью Ульяну, и внучка председателя доярка Зинка чудесным образом добивается рекордных удоев…

## В ролях
- Зинаида Бокарёва — чудесница Зинка, колхозная девчонка, доярка
- Сергей Булаевский — Иван, пастух
- Елена Ибрагимова-Добржанская — Варвара
- Зиновий Сажин — Савва, участковый парикмахер
- В. Сметана-Толстова — Малютка, знатная доярка
- Леонид Алексеев — Матвей, председатель колхоза
- Иван Штраух — Николай Степанович, капитан
- Лев Иванов — нерасторопный брандмайор
- Мария Шленская — Ульяна, последняя колдунья
- Татьяна Барышева — телятница
- Инна Фёдорова — доярка
- В. Штраус — зубной врач
- Елена Ануфриева — доярка (нет в титрах)
- Павел Рожицкий — Чихающий (нет в титрах)
- Кирилл Гунн — прокурор (нет в титрах)

## Съёмочная группа
- Режиссёры: Александр Медведкин
- Сценаристы: Александр Медведкин
- Оператор: Игорь Гелейн
- Композитор: Лев Шварц
- Художник: И. Меден
- Звукорежиссёр: А. Свердлов

## Видео
В 1990-е годы фильм выпускался на видеокассетах кинообъединением «Крупный план».